# Фетісова Олена Леонідівна
Олена Леонідівна Фетісова (нар. 5 грудня 1964, Київ) — українська продюсерка, режисерка, сценаристка. Член Національної спілки кінематографістів України, член Європейської документальної мережі EDN.

## Біографія
У 1987 році закінчила ВДІК (економічний факультет). У 2001 році створила і очолила власну кіностудію «Інтерфільм». У 2009 році пройшла навчання в рамках Європейської продюсерської програми EAVE. У 2014 році Фетісова відмовилася від Державної премії Вірменії в знак протесту проти визнання Вірменією «референдуму» в Криму.
Член Української кіноакадемії та Європейської кіноакадемії.

## Фільмографія
Продюсерка, режисерка, сценаристка:
- Вероніка і саксофон (2005)
- Стояла собі хатка (2005)
- Не один вдома (2009)
- Параджанов (2013)

Продюсерка:
- Наш Авалон (2005)
- Здійснення бажань (2007)
- Прикольна казка (2008)
- Тепер я буду любити тебе (2015)

## Нагороди
Лауреатка Премії Кабінету Міністрів України ім. Лесі Українки (2009).